# Playa del Roque de las Bodegas
La playa del Roque de las Bodegas, o playa del Roque, está situada entre Almáciga y Taganana, en el norte del macizo de Anaga, Tenerife (Canarias, España).
De arena fina y de color oscuro de origen volcánico, la playa del Roque es la más popular y familiar de las zonas de baño del norte de Anaga, ya que su oleaje suele ser menor que en las playas próximas de Almáciga y Benijo.
La playa cuenta con un embarcadero (situado en un roque que entra en el mar) y con una oferta en bares, restaurantes y apartamentos.

## Transporte público
En autobús —guagua— queda conectado mediante la siguiente línea de TITSA: 
| Línea | Trayecto                                                       | Recorrido     |
| ----- | -------------------------------------------------------------- | ------------- |
| 946   | Santa Cruz (Intercambiador) - San Andrés - Taganana - Almáciga | Horario/Línea |